# Spoorlijn Bánovce nad Ondavou – Veľké Kapušany
De spoorlijn Bánovce nad Ondavou – Veľké Kapušany (lijn nummer 195) is een geëlektrificeerde spoorlijn in het zuidoosten van Slowakije. De lijn begint in het station Bánovce nad Ondavou (ongeveer 40 km ten oosten van Košice), waar ze afsplitst van lijn 191 (Michaľany – Łupków) en in zuidoostelijke richting leidt naar de stad Veľké Kapušany. Vandaar is ze verbonden met Uzhorod in Oekraïne. 

## Geschiedenis

### Bouw
De lijn van Bánovce nad Ondavou naar Veľké Kapušany en Uzhorod (Oekraïne) werd aangelegd in twee delen:
- het oudste deel, van Veľké Kapušany naar Uzhorod (destijds Hongarije) werd reeds in dienst gesteld in 1909 door de Hongaarse Noordoost-spoorweg,
- het jongste deel, van Bánovce nad Ondavou naar Veľké Kapušany werd aangelegd door de Eerste Tsjechoslowaakse Republiek, kort na de Eerste Wereldoorlog.

Laatstgenoemde deel werd geconstrueerd door de spoorwegdivisie van het Tsjechoslowaakse leger, die de bouw begon op 7 januari 1920 en afwerkte op 20 oktober 1921. Met de bedoeling in een tijd van schaarste toch te beschikken over het benodigde bouwmateriaal, demonteerde men het tweede spoor van de aanvankelijk dubbelsporige lijn 191 (Michaľany – Łupków).

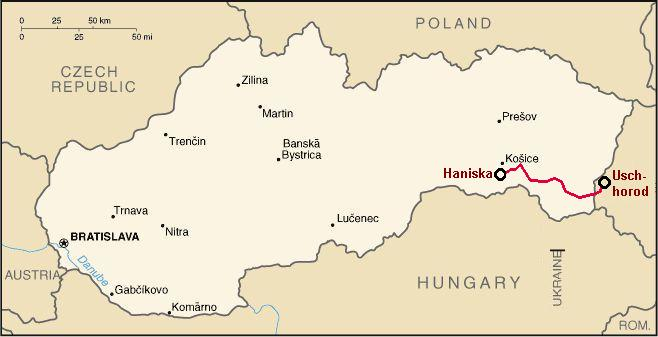
Breedpoorlijn Uzhorod-Haniska

Gezien het feit dat Oekraïne over breedspoor beschikt(e), terwijl Slowakije normaalspoor gebruikt(e), en gelet op het belang van het verkeer tussen beide landen, bouwde men in 1966 aanvullend en parallel met lijn 195 een breedspoorlijn tussen Uzhorod en Haniska.
Deze parallele goederenlijn laat toe, zonder noodzaak voor overslag op wagons met normaalspoorbreedte, te importeren uit Oekraïne:
- ijzererts voor de Slowaakse staalfabriek US Steel Košice in Košice,
- steenkool voor de energiecentrale in Vojany.

### Elektrificatie

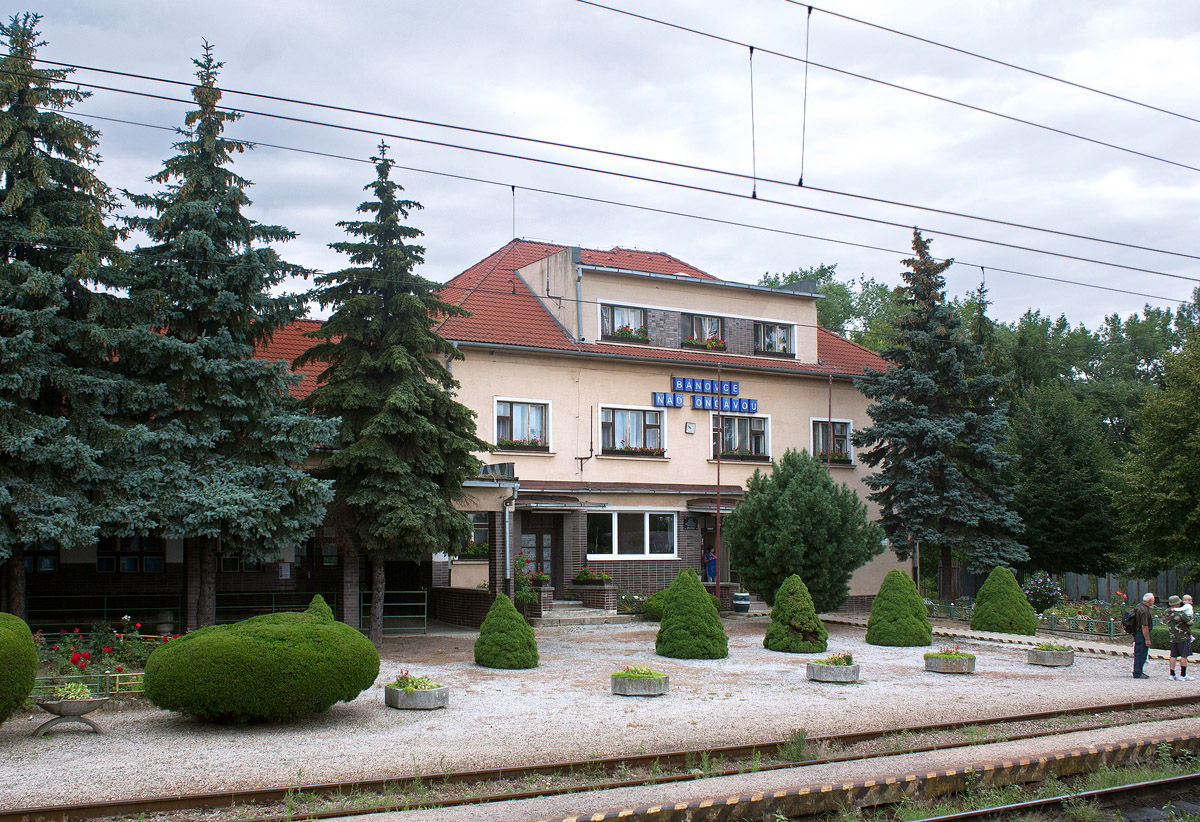
Station Bánovce nad Ondavou

Einde van de jaren 1980 vonden de elektrificatiewerken plaats. Deze waren voltooid op 29 december 1990.

### Ongeval
In augustus 1992 was er een tragisch ongeval. Op het traject Budkovce - Drahňov gebeurde een frontale aanrijding tussen twee treinen. Volgens de  uitslag van het onderzoek was de verkeersleider van het station Budkovce verantwoordelijk voor het ongeval, vermits hij een trein liet rijden zonder telefonisch aankondiging noch toelating. Er was geen materiële beveiliging noch materiële controle over het vrij zijn van de sectie, aangezien:
- in het begin van juni 1992 dertig verbindingskabels van de seininrichting waren gestolen, en
- op 17 juni nogmaals een diefstal plaats vond aan een wissel.

Tengevolge van dit ongeval verloren zes spoorwegbedienden het leven. De materiële schade bedroeg ruim 38 miljoen Tsjechoslowaakse kronen.

## Treindienst
Anno 2024 wordt lijn 195 uitsluitend gebruikt voor goederenverkeer. In december 2012 werd het personenvervoer opgeschort. 

## Stations en haltes

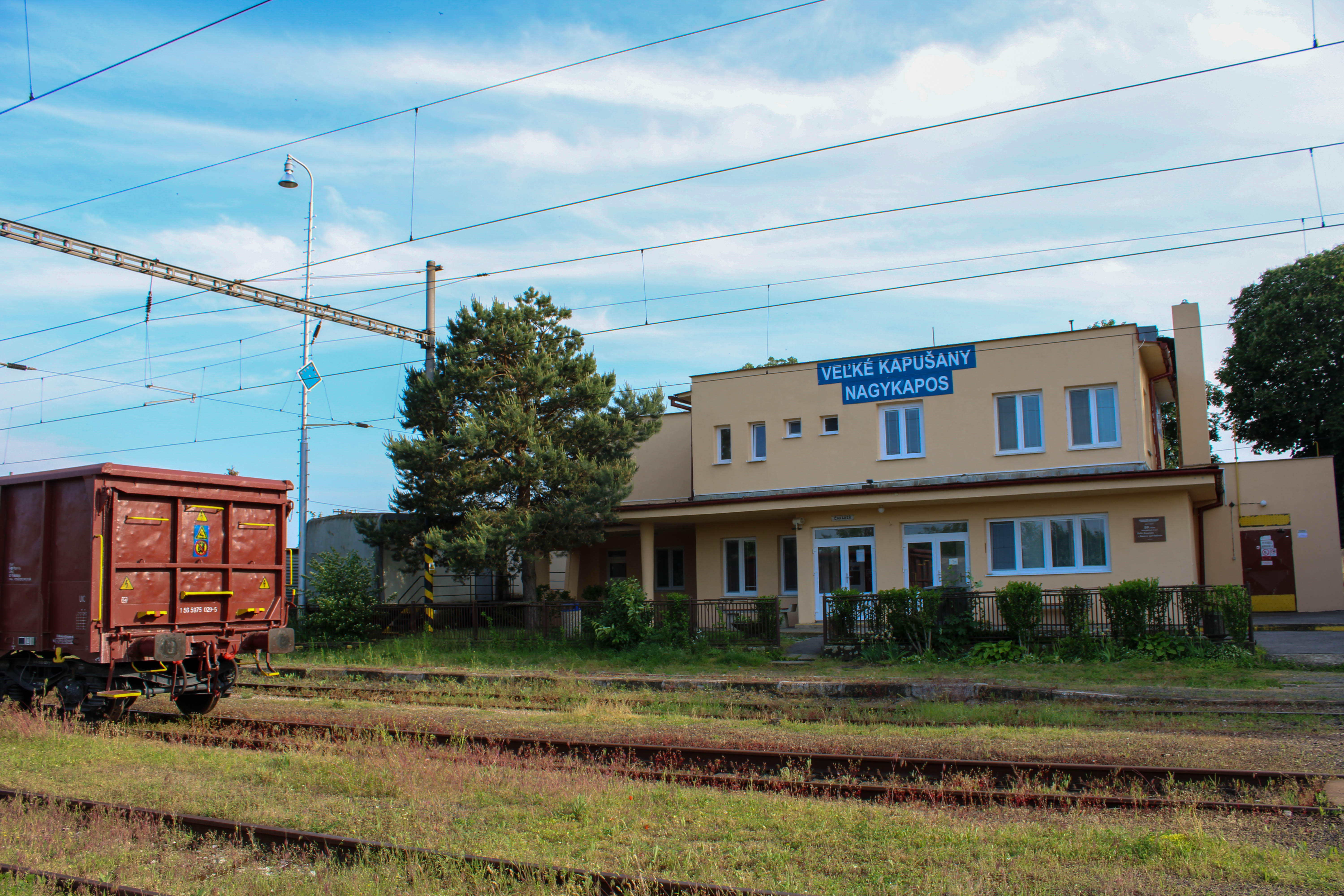
Station Veľké Kapušany

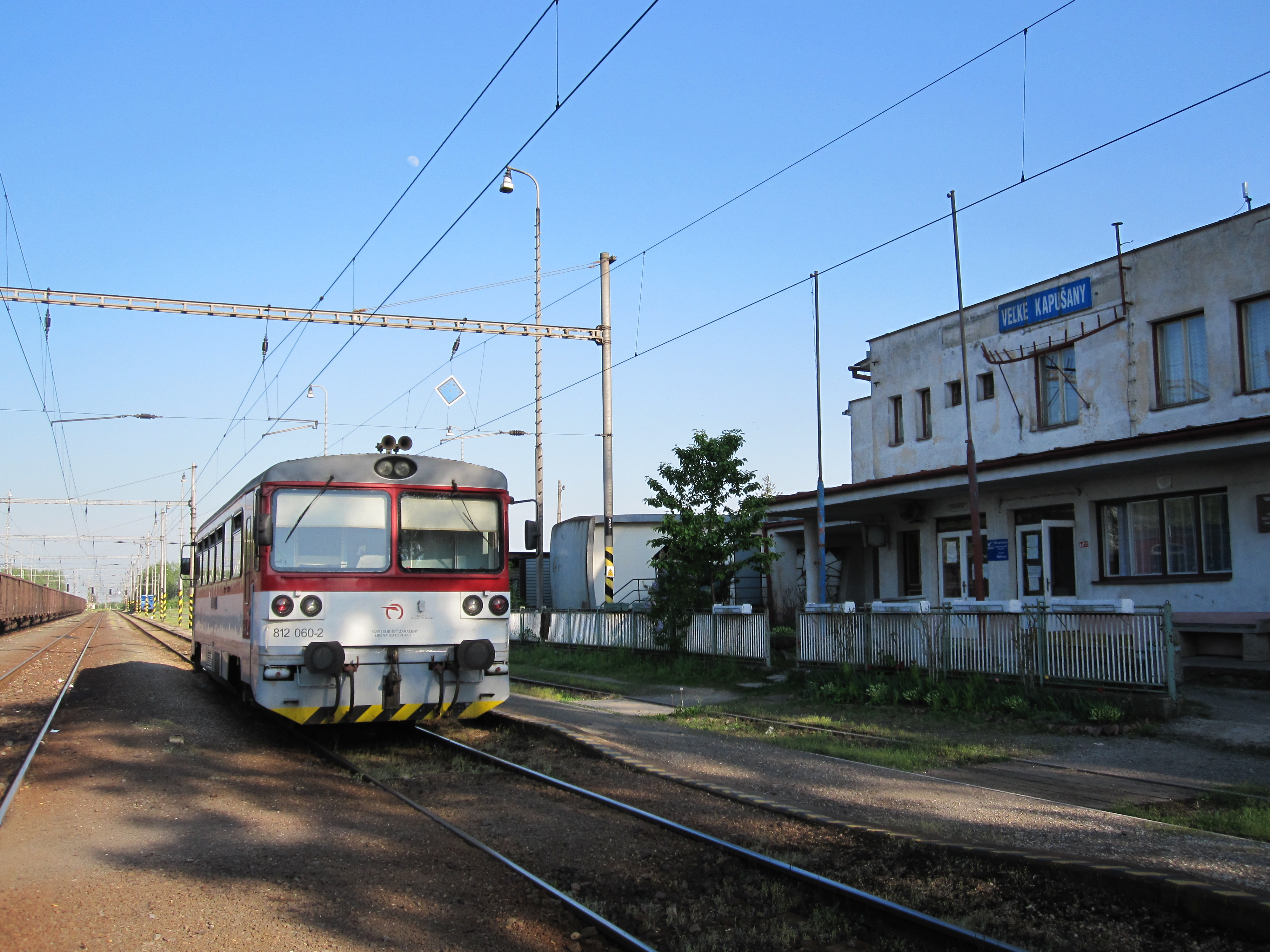
Station Veľké Kapušany

Aan de lijn liggen de volgende stations (s) en haltes: 
| Afstandspunt | Station/stopplaats      | Commentaar                                    |
| ------------ | ----------------------- | --------------------------------------------- |
| 44,686       | Bánovce nad Ondavou (s) | vertakking naar lijn 191 (Michaľany – Łupków) |
| 39,602       | Hatalov (s)             |                                               |
| 37,332       | Dubravka                |                                               |
| 34,47        | Budkovce (s)            |                                               |
| 29,13        | Drahňov (s)             |                                               |
| 25,559       | Vojany (s)              |                                               |
| 22,765       | Krišovská Liesková      |                                               |
| 20,033       | Veľké Kapušany zastávka | vertaald: Veľké Kapušany halte                |
| 18,449       | Veľké Kapušany (s)      |                                               |
| 15,658       | Maťovce                 | vertakking naar Haniska                       |
| 12,750       |                         | grensovergang Slowakije - Oekraïne            |
| 0,000        | Uzhorod (s)             | Oekraïne                                      |